# 藤原小湯麻呂
藤原 小湯麻呂（ふじわら の おゆまろ）は、奈良時代の貴族。名は小弓麻呂、湯麻呂とも記される。藤原南家、太師・藤原仲麻呂の子。官位は従五位上・丹波介。

## 経歴
天平宝字2年（758年）丹波介に任ぜられ、父・藤原仲麻呂や兄弟らとともに藤原朝臣から藤原恵美朝臣に改姓する。藤原仲麻呂政権下で丹波介を務めながら、天平宝字3年（759年）従五位下、天平宝字8年（764年）正月に従五位上と順調に昇進する。
同年9月に発生した藤原仲麻呂の乱では最後まで仲麻呂に従うが、9月18日に近江国勝野の鬼江（現在の滋賀県高島市）で石村石楯に斬首された。

## 官歴
注記のないものは『続日本紀』による。
- 天平宝字2年（758年） 日付不詳：丹波介[2]。8月25日：藤原朝臣から藤原恵美朝臣に改姓
- 時期不詳：正六位上
- 天平宝字3年（759年）6月16日：従五位下
- 天平宝字5年（761年）頃：見丹波介[3]
- 天平宝字8年（764年）正月7日：従五位上